# Aqüeducte d'en Gili
L'aqüeducte d'en Gili és una obra de Tiana (Maresme) inclosa en l'Inventari del Patrimoni Arquitectònic de Catalunya. Actualment resta desaparegut per causa de la urbanització de la riera de Tiana.

## Descripció
Es tracta de l'aqüeducte de les aigües de Dosrius, que tenia set arcs que des d'aquesta població portaven l'aigua a Barcelona.

## Història
Fins a mitjan segle xix la vall de Dosrius era una zona d'aiguamolls. El 1860 es constituí l'empresa Palau-Garcia i Cia., que adquirí el dret de drenar la zona i conduir fins a Barcelona les aigües d'un gran nombre de propietats i construí tot un sistema de distribució a base de canals i d'un dic subterrani que ha arribat fins als nostres dies (amb un brancal vers Mataró). Després de diverses cessions, l'empresa passa a ser propietat, des del 1867, de la companyia Aigües de Barcelona. (Gran Geografia Comarcal de Catalunya, vol. VI).
Al terme municipal de Tiana hi ha tres aqüeductes: el del Fondo d'en Guinart, el de Ragull i el d'en Gili.
Respecte al nom de l'aqüeducte, val a dir que hi existeix el Mas d'en Gili (41° 28′ 28″ N, 2° 16′ 39″ E / 41.474504°N,2.277467°E), que podria estar relacionat amb la proximitat de l'obra hidràulica anomenada l'aqüeducte d'en Gili. També hom relata l'existència de dues mines d'aigua a les terres de la masia amb canalització cap a la tiera d'en Gili, que és tributària de la riera d'en Font.